# La donna di fuoco
La donna di fuoco (Ramrod) è un film del 1947 diretto da André De Toth.